# Sully Prudhomme
Sully Prudhomme, tên thật là René-Francois-Armand Prudhomme, (tiếng Pháp: [syli pʀydɔm]; 16 tháng 3 năm 1839 - 7 tháng 9 năm 1907) là một nhà thơ Pháp và là một thành viên của Viện Hàn lâm Pháp, người đầu tiên trên thế giới đoạt giải Nobel Văn học.

## Tiểu sử
Cha của Prudhomme mất khi Prudhomme lên hai tuổi, hoàn cảnh gia đình khó khăn, ông cùng mẹ và chị gái chuyển đến sống với một người chú. Năm lên 8 tuổi Prudhomme vào học trường Lycée Bonapart. Cậu bé học giỏi toán, say mê ngôn ngữ và thơ Pháp, tuy nhiên bệnh về mắt đã làm gián đoạn việc học của cậu. Ban đầu ông học để trở thành kĩ sự. Từ năm 1860, Prudhomme đã phải tự đi làm nhiều nghề kiếm sống, buổi tối về nghiên cứu triết học và làm thơ. Có một thời gian ông làm việc tại xưởng thép của công ty Schneider, rồi bắt đầu học luật tại một văn phòng công chứng.
Năm 1865 ông in tập thơ đầu tay ký bút danh Sully Prudhomme, được đánh giá cao. Năm sau, một nhà xuất bản in thơ của ông vào tập Le Parnasse contemporain - một thứ tuyên ngôn của các nhà thơ nhóm Parnasse phản đối lại trường phái lãng mạn. Sự đón nhận tốt từ Conférence La Bruyère (một tổ chức của sinh viên) đã động viên ông theo con đường văn chương. Năm 1870, chiến tranh Pháp - Phổ nổ ra, ông tự nguyện gia nhập dân quân. Những túng thiếu, vất vả trong thời kỳ quân Phổ phong tỏa Paris khiến sức khỏe đã yếu của ông càng thêm trầm trọng, ông bị liệt và phải cắt hai chân sau khi cuộc phong tỏa chấm dứt. Trong thời kỳ chữa bệnh, ông vẫn viết thơ ái quốc (Ấn tượng chiến tranh, 1872), cổ vũ thơ truyền thống, phản đối thơ tự do, chủ nghĩa tượng trưng, suy đồi: Testament poétique (Di chúc thơ, 1901). Ông được bầu vào viện Hàn lâm Pháp năm 1881. Năm 1888 ông xuất bản trường ca Le bonheur (Hạnh phúc), gồm 4000 câu thơ, khẳng định hạnh phúc có thể đạt được nhờ sự ham học hỏi, nhờ khoa học, nhờ lòng thiện và sự hy sinh. Ông được trao Bắc đẩu bội tinh hạng hiệp sĩ vào năm 1895.
Năm 1901, Prudhomme trở thành người đầu tiên được trao Giải Nobel Văn học "vì những giá trị văn chương xuất sắc, chủ nghĩa lý tưởng cao cả, nghệ thuật hoàn thiện và sự kết hợp tuyệt vời giữa tình cảm và tài năng." Ông sử dụng số tiền này để lập nên một giải thưởng cho các nhà thơ trẻ, được trao bởi Société des gens de lettres. Năm 1902, ông cùng Jose-Maria de Heredia và Leon Dierx thành lập nên Société des poètes français (Hiệp hội các nhà thơ Pháp).
Trong những năm cuối đời, sức khỏe ốm yếu vốn có của Sully Prudhomme đã buộc ông gần như ở ẩn tại Châtenay-Malabry, ngoại ô Paris, chịu đựng chứng tê liệt trong khi vẫn miệt mài viết các tiểu luận. Ông mất đột ngột tại nhà riêng vào ngày 6 tháng 9 năm 1907 ở tuổi 68 và được an táng tại Père-Lachaise, Paris. Prudhomme không có vợ con và người cháu Henry Gerbault là người thừa kế của ông.

## Văn nghiệp
Sully Prudhomme tuyên bố rằng ông dự định tạo nên thơ ca mang tính khoa học cho thời hiện đại. Vì tính chân thành và đau thương, ông được xếp vào trường phái Parnasse (Thi đàn, Thi sơn), dù đồng thời ông cũng cho thấy những cá tính riêng trong tác phẩm.
Tập thơ đầu tiên của ông, Stances et Poèmes (Tứ tuyệt và các bài thơ, 1865), được Sainte-Beuve ca ngợi. Tập thơ này bao gồm bài thơ nổi tiếng nhất của ông, Le vase brisé (Chiếc bình vỡ). Ông xuất bản nhiều thơ vào khoảng thời gian trước khi chiến tranh Pháp - Phổ nổ ra. Cuộc chiến này được ông bàn luận trong Impressions de la guerre (Ấn tượng về chiến tranh, 1872) và La France (Nước Pháp, 1874), sức khỏe của ông cũng bị ảnh hưởng vĩnh viễn do nó.
Trong sự nghiệp của mình, Prudhomme dần dần thay đổi phong cách nhạy cảm ban đầu sang phong cách mang tính cá nhân hơn, với sự thống nhất giữa tính hình thức của phái Parnasse với niềm yêu thích các vấn đề triết học và khoa học của ông. Cảm hứng của ông được thấy rõ là xuất phát từ De rerum natura của Lucretius. Ông trình bày triết học của mình qua La Justice (Chính nghĩa, 1878) và Le Bonheur (Hạnh phúc, 1888).
Sau Le Bonheur, Prudhomme chuyển từ thơ sang viết tiểu luận về mỹ học và triết học. Ông xuất bản hai tiểu luận quan trọng: L'Expression dans les beaux-arts (1884) và Réflexions sur l'art des vers (1892), một loạt các bài viết về Blaise Pascal trên La Revue des Deux Mondes (1890), và một bài về tự do ý chí (La Psychologie du Libre-Arbitre, 1906) trên Revue de métaphysique et de morale.
Nhiều bài thơ của Sully Prudhomme được phổ nhạc bởi các nhạc sĩ Pháp nổi tiếng như César Franck, Gabriel Fauré, Charles Gounod, Louis Vierne.

## Tác phẩm

### Thơ
- Stances et poèmes (Thi khúc và Thi phẩm), 1865, 141 bài thơ
- Les épreuves (Thử thách), 1866, 61 bài thơ
- Croquis italiens, 1868
- Les solitudes: poésies (Nỗi cô đơn), A. Lemerre (Paris), 1869, 50 bài thơ
- Les destins (Định mệnh), 1872
- La révolte des fleurs, 1874
- La France (Nước Pháp), 1874
- Les vaines tendresses (Lòng dịu dàng hoài phí), 1875, 59 bài thơ
- Le zénith, 1876
- La justice (Chính nghĩa), 1878
- Poésie, A. Lemerre, 1883-1888
- Le prisme, poésies diverses, A. Lemerre (Paris), 1886
- Le bonheur (Hạnh phúc), 1888
- Épaves, A. Lemerre, 1908

### Văn xuôi
- Œuvres de Sully Prudhomme (gồm cả thơ và văn), 8 tập, A. Lemerre, 1883-1908
- Que sais-je?, 1896
- Testament poétique, 1901
- La vraie religion selon Pascal (Tôn giáo đích thực theo Pascal), 1905, khảo luận
- Journal intime: lettres-pensée (nhật ký), A. Lemerre, 1922